# Me Minus You
Me Minus You è un singolo del gruppo musicale italiano The Kolors, pubblicato il 14 maggio 2015 come secondo estratto dal secondo album in studio Out.
Una prima versione del brano era già apparsa nell'album di debutto del gruppo, I Want.

## Video musicale
Il videoclip, diretto da Gaetano Morbioli, è stato pubblicato il 19 febbraio 2016 attraverso il canale YouTube del gruppo.

## Tracce
1. Me Minus You – 3:53

## Classifiche
| Classifica (2015) | Posizione massima |
| ----------------- | ----------------- |
| Italia            | 62                |